# Helsingfors bokmässa

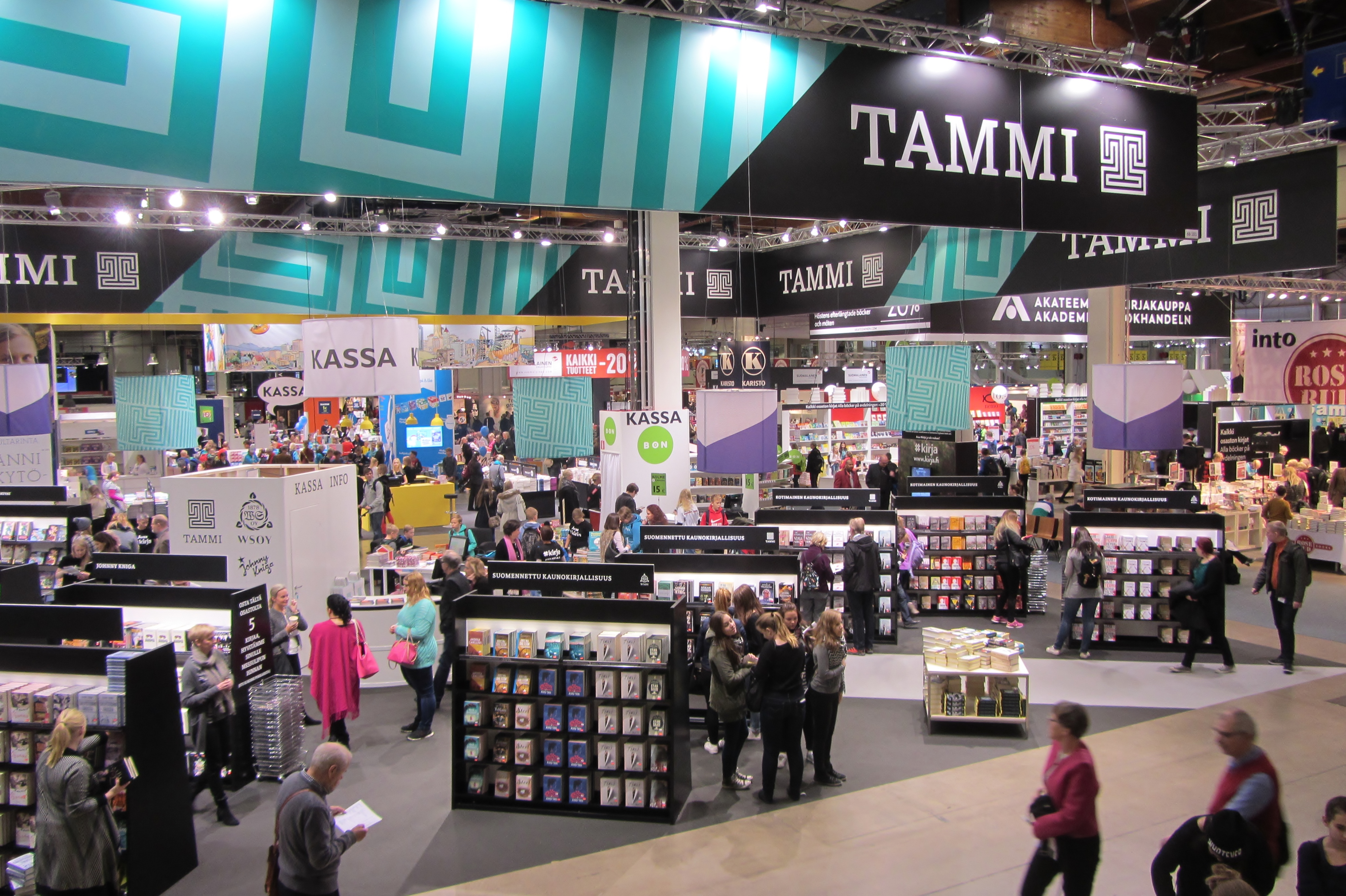
Helsingfors bokmässa 2014

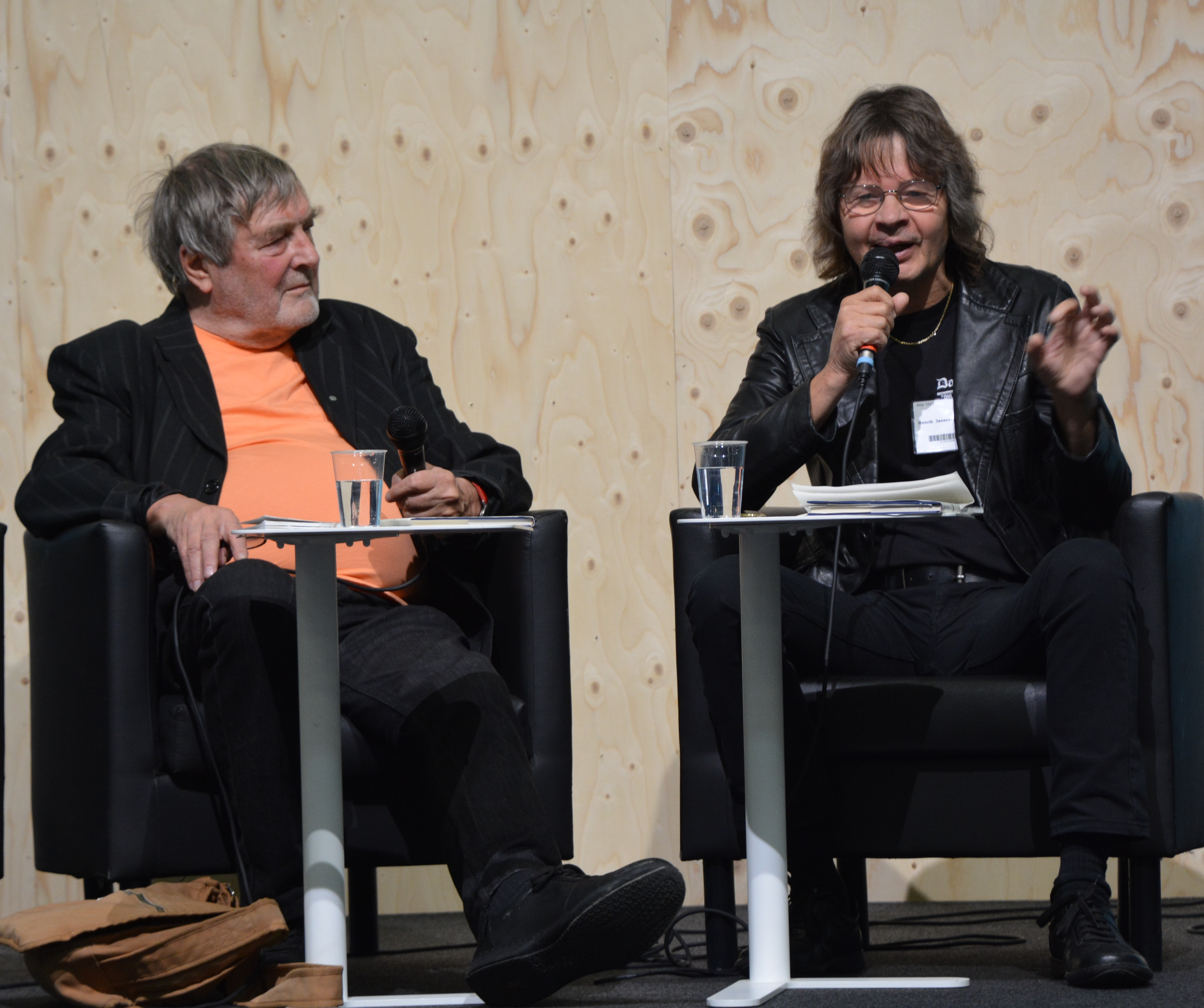
Claes Andersson och Henrik Jansson på Helsingfors bokmässa 2015

Helsingfors bokmässa (fi. Helsingin kirjamessut) är Finlands största bokmässa och ordnas årligen det sista veckoslutet i oktober i Mässcentrum i Helsingfors.
Bokmässan arrangeras av Andelslaget Finlands Mässa i samarbete med Finlands förlagsförening och Finlands bokhandlareförbund. I samband med bokmässan sker dessutom Antikvariska bokmässan, som har arrangerats sedan oktober 1988, Helsingfors musikmässa samt Vin, mat och ett gott liv-mässan.
Helsingfors bokmässa arrangerades för första gången 2001. År 2014 hade man 78 400 besökare och 338 utställare under fyra dagar. År 2017 hade bokmässan 84 000 besökare  och bokmässan 2018 hade 85 600 besökare.

## Bokmässans temaländer
- 2006 Storbritannien
- 2007 Norge
- 2009 Sverige[7]
- 2010 Frankrike[8]
- 2011 Estland[9]
- 2012 Ungern[10]
- 2013 Tyskland[11]
- 2014 Italien[12]
- 2015 Ryssland[13]
- 2016 De nordiska länderna[14]
- 2017 Finland[15]
- 2018 USA[16]
- 2019 Frankrike[16]
- 2020 (fysisk bokmässa inställd)
- 2021